# Square de la Place-des-Martyrs-Juifs-du-Vélodrome-d'Hiver
Le square de la Place-des-Martyrs-Juifs-du-Vélodrome-d'Hiver, également dénommé promenade du quai de Grenelle - square des Martyrs-Juifs, est situé dans le 15e arrondissement de Paris.

## Situation et accès
Il suit le tracé des quais de Seine, au-dessus du RER C à proximité de l'emplacement du Vélodrome d'Hiver, également appelé « Vél'd'Hiv ».
Il est desservi par la ligne 6 à la station Bir-Hakeim.

## Origine du nom
Ce square a été nommé en souvenir de la rafle des 16 et 17 juillet 1942, la plus grande arrestation de juifs en France durant la Seconde Guerre mondiale.

## Historique
Le square a été créé en 1989 et le monument a été inauguré en 1994.
Il jouxte la place des Martyrs-Juifs-du-Vélodrome-d'Hiver.

## Bâtiments remarquables et lieux de mémoire
Sur un socle incurvé évoquant la piste du vélodrome, il comporte une sculpture de Walter Spitzer et de l'architecte Mario Azagury commémorant les victimes de la rafle du Vélodrome d'Hiver. Cette image expressive de la souffrance des personnes qui ont subi les « persécutions racistes et antisémites » porte l'inscription « N'oublions jamais »,.
Une célébration de la Journée nationale à la mémoire des victimes des crimes racistes et antisémites de l'État français et d'hommage aux « Justes » de France y a lieu vers le 16 juillet de chaque année, avec lecture de la liste des victimes.

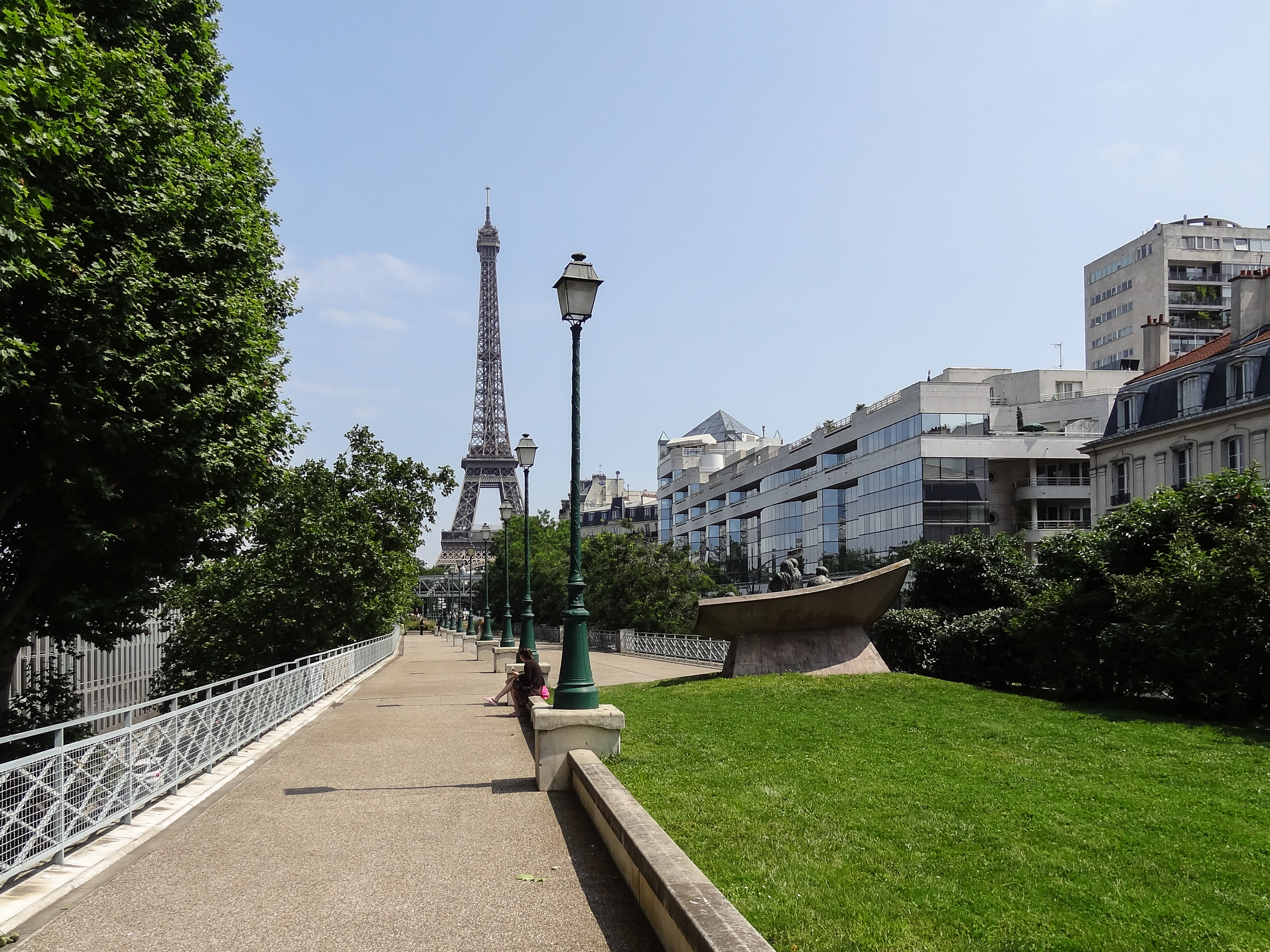
Vue depuis la promenade du côté sud.
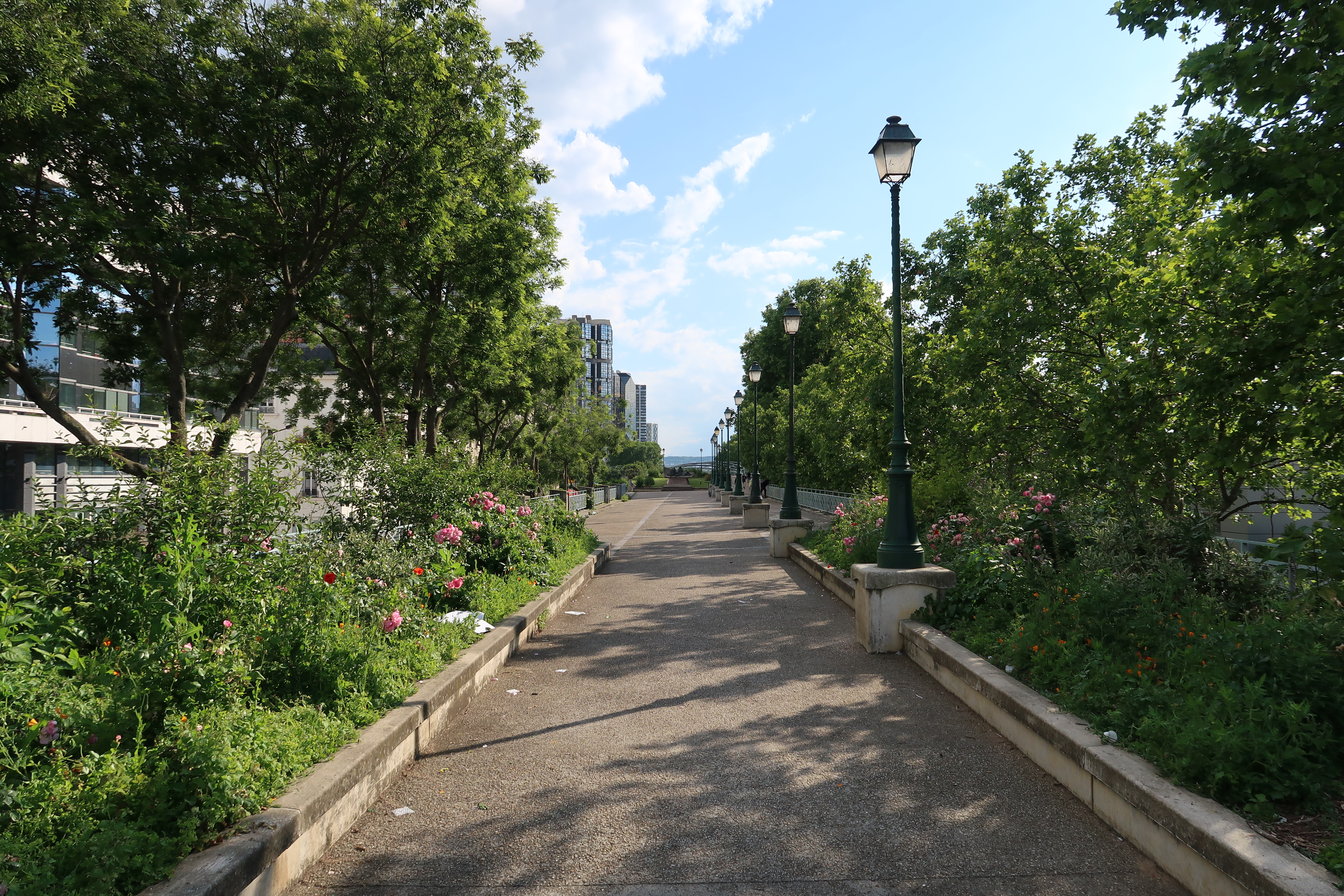
Vue inverse.
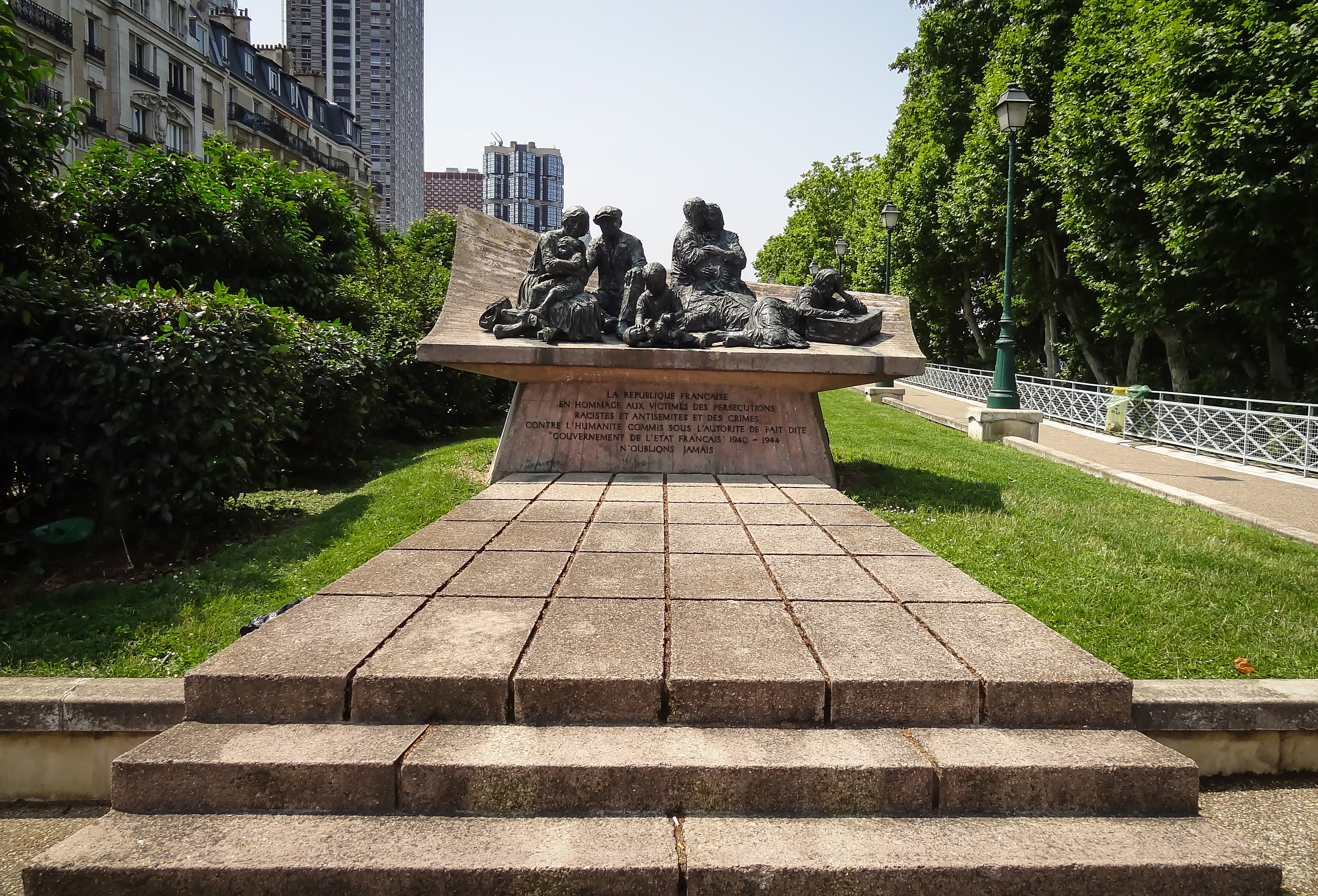
Sculpture de Walter Spitzer et de l'architecte Mario Azagury commémorant les victimes de la rafle du Vélodrome d'Hiver.